# Medetera neomelancholia
Medetera neomelancholia är en tvåvingeart som beskrevs av Daniel J. Bickel 1985. Medetera neomelancholia ingår i släktet Medetera och familjen styltflugor.
Artens utbredningsområde är Ontario. Inga underarter finns listade i Catalogue of Life.